# Sascha Friesike

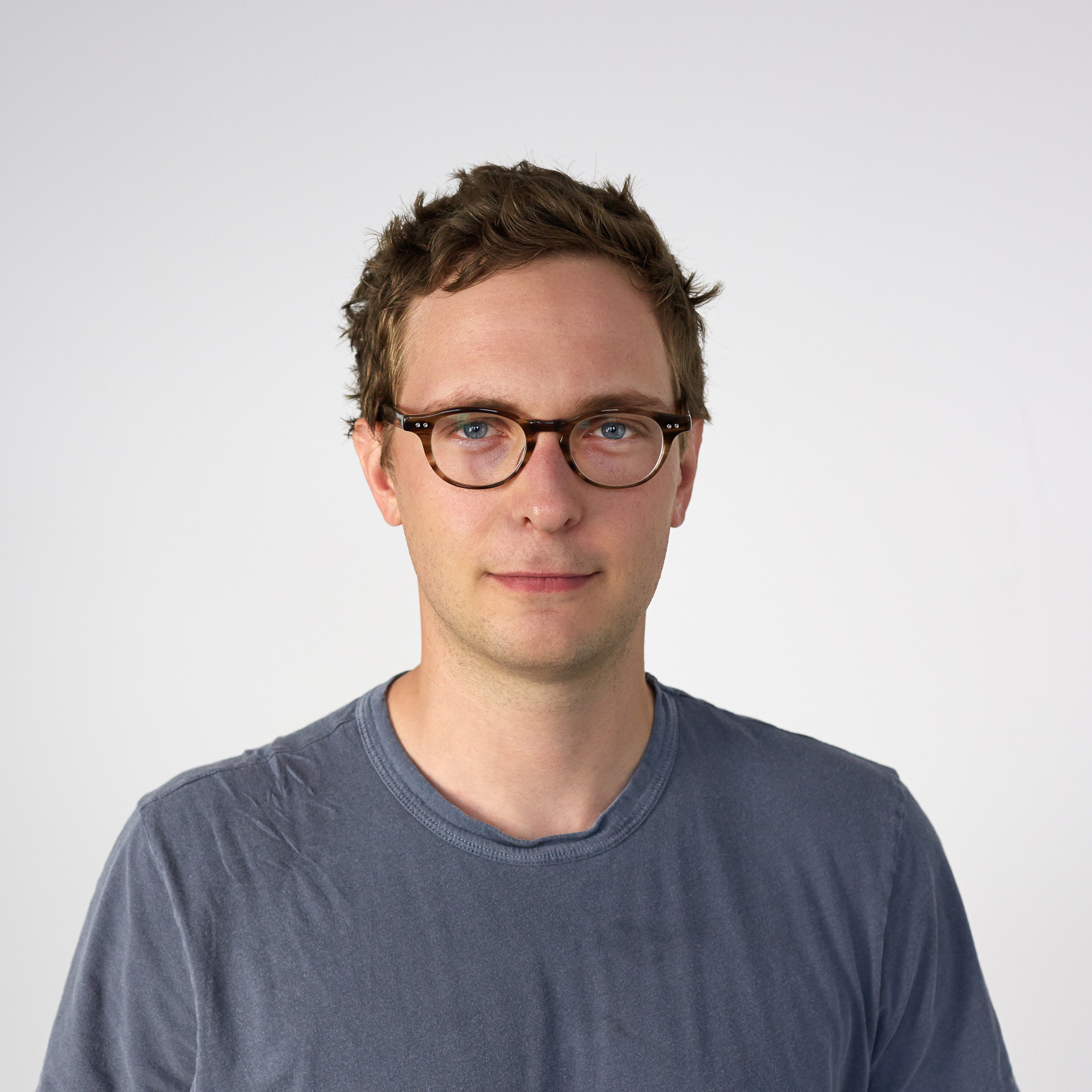
Sascha Friesike (2019)

Sascha Friesike (* 1983 in Berlin) ist ein deutscher Wirtschaftsingenieur.

## Leben
Friesike schloss das Studium des Wirtschaftsingenieurwesen an der Technischen Universität Berlin als Diplom-Ingenieur ab. Nach der Promotion an der Universität St. Gallen mit einem Aufenthalt an der Stanford University war er von 2014 bis 2016 Professor für Betriebswirtschaftslehre an der Universität Würzburg und von 2017 bis 2019 Assistant Professor für digitale Innovation an der Vrije Universiteit Amsterdam. Er ist Professor für Design digitaler Innovationen und Studiengangsleiter des berufsbegleitenden Masterstudiengangs Leadership in digitaler Innovation an der Universität der Künste Berlin sowie Direktor des Weizenbaum-Instituts für die vernetzte Gesellschaft.
Zudem arbeitet er als Moderator und Medien-Wissenschaftler beim rbb.

## Schriften (Auswahl)
- mit Oliver Gassmann und Angela Beckenbauer: Profiting from innovation in China. Berlin 2012, ISBN 3-642-30591-1.
- mit Oliver Gassmann: 33 Erfolgsprinzipien der Innovation. München 2012, ISBN 3-446-43042-3.
- mit Sönke Bartling: Opening Science: The Evolving Guide on How the Internet is Changing Research, Collaboration and Scholarly Publishing. Berlin 2014, ISBN 978-3319342573.
- mit Oliver Gassmann: Der Kreativcode. Die sieben Schlüssel für persönliche und berufliche Kreativität. München 2015, ISBN 3-446-44557-9.
- Schöner tanken. Tankstellen und ihre Geschichten. Berlin 2018, ISBN 3-89955-677-1.
- mit Johanna Sprondel: Träge Transformation. Welche Denkfehler den digitalen Wandel blockieren. Ditzingen 2022, ISBN 978-3-15-014188-5.